# Luca Matteotti
Luca Matteotti (* 14. Oktober 1989 in Aosta) ist ein ehemaliger italienischer Snowboarder. Er startete im Snowboardcross.

## Werdegang
Matteotti, der für den C.S. Esercito startete, nahm von 2004 bis 2010 vorwiegend an FIS-Rennen und am Europacup teil. Dabei holte er zwei Siege und gewann in der Saison 2008/09 die Snowboardcrosswertung. Sein erstes Weltcuprennen fuhr er im März 2008 in Valmalenco, welches er auf dem 28. Platz beendete. Zum Beginn der Saison 2010/11 holte er in Lech am Arlberg seinen einzigen Weltcupsieg. Es folgten in der Saison Platzierungen im Mittelfeld. Beim Saisonhöhepunkt den Snowboard-Weltmeisterschaften 2011 in La Molina verpasste er mit dem vierten Platz nur knapp eine Medaille. Im März 2011 erreichte er in Arosa beim letzten Rennen der Saison mit dem zweiten Platz erneut eine Podestplatzierung. Die Saison beendete er auf dem vierten Platz in der Snowboardcrosswertung. Dies ist sein bisher bestes Weltcupgesamtresultat. Bei den Snowboard-Weltmeisterschaften 2013 in Stoneham belegte er den 18. Platz. Im Januar 2014 erreichte er in Vallnord-Arcalís den dritten Rang. Bei seiner ersten Olympiateilnahme 2014 in Sotschi errang er den sechsten Platz. Mitte Januar 2015 gewann er bei den Snowboard-Weltmeisterschaften 2015 am Kreischberg Gold im Snowboardcross. In der Saison 2015/16 kam er im Weltcup zweimal unter die ersten Zehn und belegte zum Saisonende den 21. Rang im Snowboardcross-Weltcup. Bei den Snowboard-Weltmeisterschaften 2017 in Sierra Nevada belegte er den 18. Platz. Seinen 56. und damit letzten Weltcup absolvierte er im Januar 2018 in Erzurum, welchen er auf dem 23. Platz beendete
Matteotti wurde 2008, 2010, 2011 und 2013 italienischer Meister im Snowboardcross.

## Teilnahmen an Weltmeisterschaften und Olympischen Winterspielen

### Olympische Winterspiele
- 2014 Sotschi: 6. Platz Snowboardcross

### Snowboard-Weltmeisterschaften
- 2011 La Molina: 4. Platz Snowboardcross
- 2013 Stoneham: 18. Platz Snowboardcross
- 2015 Kreischberg: 1. Platz Snowboardcross
- 2017 Sierra Nevada: 10. Platz Snowboardcross Team, 18. Platz Snowboardcross

## Platzierungen im Weltcup

### Weltcupsiege
| Nr. | Datum            | Ort             |
| --- | ---------------- | --------------- |
| 1.  | 8. Dezember 2010 | Lech am Arlberg |

### Weltcup-Gesamtplatzierungen
| Saison  | Punkte | Platz |
| ------- | ------ | ----- |
| 2007/08 | 40     | 74.   |
| 2008/09 | 19     | 86.   |
| 2009/10 | 466    | 33.   |
| 2010/11 | 2480   | 4.    |
| 2011/12 | 1159   | 18.   |
| 2012/13 | 979    | 21.   |
| 2013/14 | 1507   | 10.   |
| 2014/15 | 590    | 15.   |
| 2015/16 | 969,9  | 21.   |
| 2016/17 | 426,6  | 36.   |
| 2017/18 | 383,7  | 46.   |